# Larva de crustáceo
Los crustáceos pueden pasar por una serie de estadios larvarios e inmaduros entre la eclosión de sus huevos y el momento en que alcanzan su forma adulta. Cada una de estas fases está separada por una muda, en la que el duro exoesqueleto se desprende para permitir el crecimiento del animal. Las larvas de crustáceos a menudo se parecen poco a los adultos, y todavía hay casos en los que no se sabe qué larvas se convertirán en qué adultos. Esto es especialmente cierto en el caso de los crustáceos que viven como adultos bentónicos (en el lecho marino), más que cuando las larvas son planctónicas y, por tanto, fáciles de capturar.
Muchas larvas de crustáceos no fueron reconocidas inmediatamente como tales cuando se descubrieron, y se describieron como nuevos géneros y especies. Los nombres de estos géneros se han generalizado para abarcar fases larvarias específicas de amplios grupos de crustáceos, como zoea y nauplio. Otros términos describen formas que sólo se encuentran en grupos particulares, como el glaucothoe del cangrejo ermitaño o el filosoma de la langosta zapatilla y la langosta espinosa.

## Ciclo biológico
En su forma más completa, el ciclo vital de un crustáceo comienza con un huevo, que suele ser fertilizado, pero que puede producirse por partenogénesis. Este huevo eclosiona en una pre-larva o pre-zoea. A través de una serie de mudas, el joven animal pasa por varias fases de zoea, seguidas de una megalopa o postlarva. A continuación, se produce la metamorfosis en una forma inmadura, que se parece mucho a la adulta, y tras otras mudas, se alcanza finalmente la forma adulta. Algunos crustáceos siguen mudando como adultos, mientras que en otros, el desarrollo de las gónadas señala la muda final.
Los órganos que están ausentes en los adultos no suelen aparecer en las larvas, aunque hay algunas excepciones, como la vestigio del cuarto pereiópodo en las larvas de Lucifer, y algunos pleópodos en ciertos Anomura y cangrejos. En un ejemplo más extremo, la Sacculina y otros Rhizocephala tienen una larva nauplio distintiva con su compleja estructura corporal, pero la forma adulta carece de muchos órganos debido a la extrema adaptación a su estilo de vida parasitario.

## Historia del estudio de las larvas de crustáceos
Antonie van Leeuwenhoek fue la primera persona que observó la diferencia entre las larvas de crustáceos y los adultos cuando vio eclosionar los huevos de Cyclops en 1699. A pesar de esto, y de otras observaciones en las décadas siguientes, hubo controversia entre los científicos sobre si la metamorfosis ocurría o no en los crustáceos, presentándose observaciones contradictorias, basadas en diferentes especies, algunas de las cuales pasaban por una metamorfosis, y otras no. En 1828 John Vaughan Thompson publicó un trabajo "Sobre las metamorfosis de los Crustáceos, y sobre Zoea", exponiendo su singular estructura y demostrando que no son, como se ha supuesto, un Género peculiar, sino la Larva de Crustáceos. Sin embargo no se le dio crédito a su trabajo debido a que los cangrejos de río no sufrían metamorfosis. Esta controversia persistió hasta la década de 1840, y las primeras descripciones de una serie completa de formas larvarias no se publicaron hasta la década de 1870 (Sidney Irving Smith sobre la langosta americana en 1873; Georg Ossian Sars sobre la langosta europea en 1875, y Walter Faxon sobre el camarón Palaemonetes vulgaris en 1879).

## Estadios larvarios

### Nauplius
El nombre de género Nauplius fue publicado póstumamente por Otto Friedrich Müller en 1785 para animales que ahora se sabe que son larvas de copépodos. El estadio de nauplio (plural: nauplii) se caracteriza por constar únicamente de tres segmentos cefálicos, que están cubiertos por un único caparazón. El cuerpo posterior, cuando está presente, carece de segmentos. Cada segmento de la cabeza tiene un par de apéndices; las anténulas, antenas, y las mandíbulas. Este estadio larvario tiene varios estilos de vida; algunos son bentónicos mientras que otros son nadadores, algunos se alimentan mientras que otros no se alimentan (lecitotróficos). El nauplio es también el estadio en el que se presenta un ojo simple, no apareado. El ojo se conoce por esa razón como "ojo naupliar", y a menudo está ausente en etapas de desarrollo posteriores, aunque se mantiene en la forma adulta en algunos grupos, como los Notostraca. Algunos grupos de crustáceos carecen de este tipo larvario, los isópodoss son un ejemplo.

### Zoea
El género Zoea fue descrito inicialmente por Louis Augustin Guillaume Bosc en 1802 para un animal que ahora se sabe que es la larva de un cangrejo. El estadio zoea (plural: zoeas o zoeae), sólo se encuentra en miembros de Malacostraca, se caracteriza por el uso de los torácicos apéndices para nadar y una gran espina dorsal.

### Postlarva
La postlarva o Megalopae, que también se encuentra exclusivamente en los Malacostraca, se caracteriza por el uso de apéndices abdominales (pleópodos) para la propulsión. La postlarva suele ser similar a la forma adulta, y se han erigido muchos nombres para esta etapa en diferentes grupos. William Elford Leach creó el género Megalopa en 1813 para un cangrejo postlarva; una postlarva de copépodo se denomina copepodito; una percebe postlarva se denomina cypris; una gamba postlarva se denomina parva; un cangrejo ermitaño postlarva se denomina glaucothoe; una langosta espinosa / langosta peluda postlarva se llama puerulus y una langosta zapatilla postlarva se llama nisto.

## Larvas de grupos de crustáceos

### Branquiópodos
En Branchiopoda, el grupo más basal de crustáceos, no hay metamorfosis; en su lugar, el animal crece a través de una serie de mudas, con cada muda añadiendo varios números de segmentos al cuerpo, pero sin ningún cambio dramático en la forma. Todos los demás grupos de crustáceos con larvas libres muestran una metamorfosis, y se cree que esta diferencia en las larvas refleja "una escisión fundamental" de los crustáceos.

### Cephalocarida
En el Mediterráneo camarón herradura Lightiella magdalenina', las crías experimentan 15 estadios posteriores al nauplio, denominados estadios metanaupliares, y dos estadios juveniles, en los que cada uno de los seis primeros estadios añade dos segmentos de tronco, y los cuatro últimos segmentos se añaden solos.

### Remipedia
Las larvas de remipedes son lecitotróficas, consumiendo yema de huevo en lugar de utilizar fuentes externas de alimento. Esta característica, que es compartida con grupos de malacostracos como los Decapoda y Euphausiacea (krill) se ha utilizado para sugerir un vínculo entre Remipedia y Malacostraca.

### Malacostraca
Las crías de anfípodos se parecen a los adultos.
Los crustáceos isópodos jóvenes eclosionan directamente en un estadio de manca, de aspecto similar al adulto. La falta de una forma larvaria que nade libremente ha dado lugar a elevadas tasas de endemismo en los isópodos, pero también les ha permitido colonizar la tierra, en forma de cochinilla de la madera.
Aparte de los langostinos del suborden Dendrobranchiata, todos los crustáceos decápodos empollan sus huevos en los pleópodos de la hembra. Esto ha dado lugar a que el desarrollo de los crustáceos decápodos sea generalmente abreviado. En los decápodos, al igual que en el krill, existen como máximo nueve estadios larvarios, y tanto los nauplios de los decápodos como los del krill carecen a menudo de piezas bucales y sobreviven gracias a los nutrientes suministrados en la yema de huevo (lecitotrofia). En las especies con un desarrollo normal, los huevos son aproximadamente el 1% del tamaño del adulto; en las especies con un desarrollo abreviado, y por tanto más yema en los huevos, éstos pueden alcanzar 1/9 del tamaño del adulto.
La postlarva del camarón se denomina parva, por la especie Acanthephyra parva descrita por Henri Coutière, pero que posteriormente fue reconocida como la larva de Acanthephyra purpurea'.
En las langostas marinas, existen tres estadios larvarios, todos de aspecto similar.
Agua dulce cangrejo de río embrións difieren de los de otros crustáceos en que tienen 40 células ectoteloblasto, en lugar de unas 19. Las larvas muestran un desarrollo abreviado, y eclosionan con un complemento completo de apéndices adultos con las excepciones de los urópodoss y el primer par de pleópodoss.
.

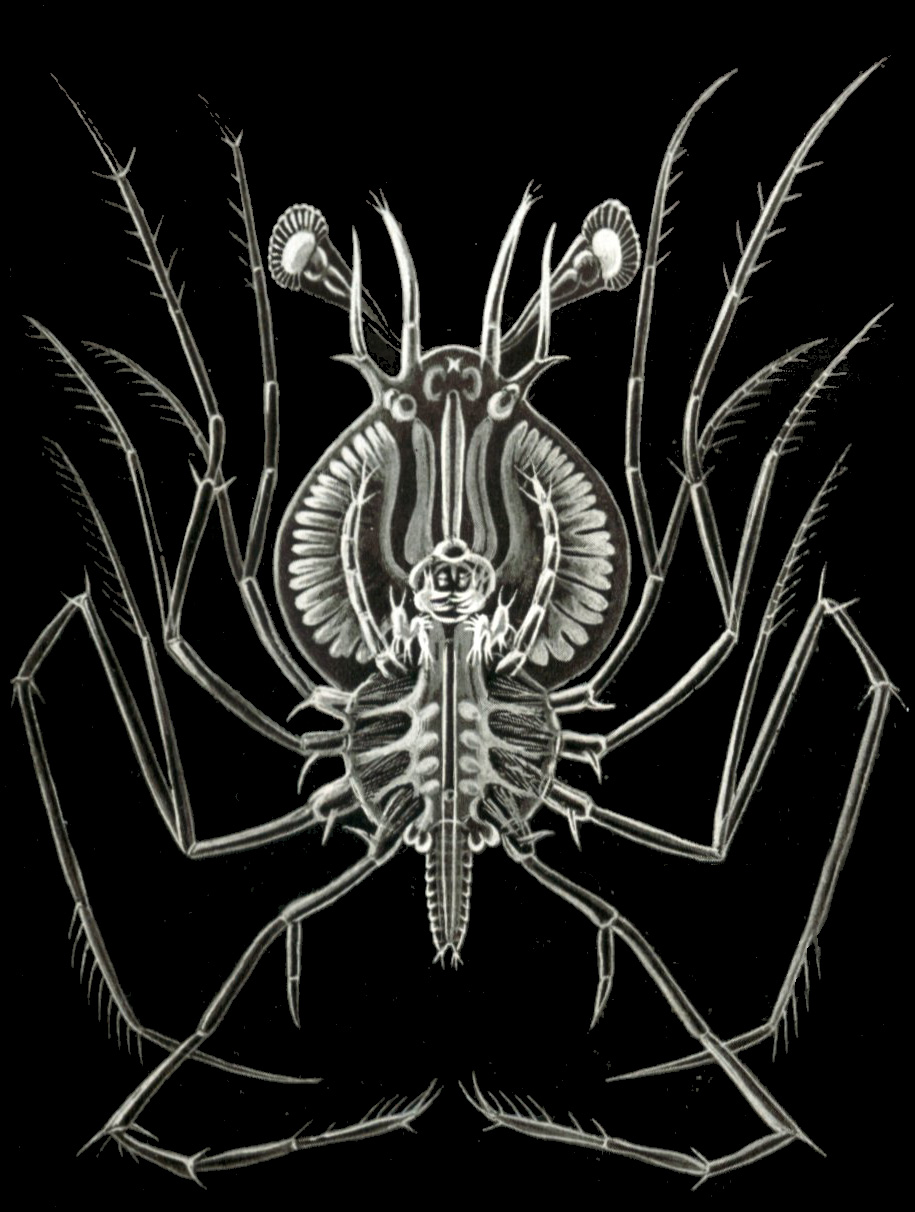
Una larva de filosoma de la langosta espinosa Palinurus elephas, de la obra de Ernst Haeckel Kunstformen der Natur

Las larvas de los Achelata (langosta zapatillas, langosta espinosas y langosta peluda) no se parecen a ninguna otra larva de crustáceo. Las larvas se conocen como filosoma, por el género Phyllosoma creado por William Elford Leach en 1817. Son aplanados y transparentes, con patas largas y ojos en largos pedúnculos oculares. Después de pasar por 8-10 estadios de filosoma, la larva sufre "la transformación más profunda en una sola muda en los Decapoda", cuando se desarrolla en el llamado estadio puerulus, que es una forma inmadura parecida al animal adulto.
Los miembros del infraorden tradicional Thalassinidea pueden dividirse en dos grupos en función de sus larvas. Según Robert Gurney, el "grupo homarino" comprende las familias Axiidae y Callianassidae, mientras que el "grupo anomurano" comprende las familias Laomediidae y Upogebiidae. Esta división se corresponde con la posteriormente confirmada con filogenética molecular.
Entre los Anomura, existe una variación considerable en el número de estadios larvarios. En el género de agua dulce de América del Sur Aegla, las crías salen de los huevos en forma adulta. Squat lobsters pasan por cuatro, u ocasionalmente cinco, estados larvarios, que tienen un largo rostrum, y una espina a cada lado del caparazón; la primera postlarva se parece mucho al adulto. Cangrejo porcelanas tienen dos o tres estadios larvarios, en los que el rostrum y la espina posterior del caparazón son "enormemente largos". Cangrejo ermitaños pasan por unos cuatro estadios larvarios. La postlarva se conoce como glaucothoe, por un género nombrado por Henri Milne-Edwards en 1830. El glaucothoe es 3 milímetros (0,1 plg) largo en el Pagurus longicarpus, pero se conocen larvas glaucothoe de hasta 20 mm (0,8 plg), y en su día se pensó que representaban animales que no se habían desarrollado correctamente. Al igual que los estadios precedentes, el glaucótido es simétrico, y aunque el glaucótido comienza como una forma que nada libremente, a menudo adquiere una concha de gasterópodo para vivir; el cangrejo cocotero, Birgus latro, siempre lleva una concha cuando el animal inmaduro llega a la orilla, pero ésta se desecha más tarde.
Aunque se clasifican como cangrejos, las larvas de Dromiacea son similares a las de los Anomura, lo que llevó a muchos científicos a situar a los cangrejos dromiáceos en los Anomura, en lugar de con los demás cangrejos. Aparte de los Dromiacea, todos los cangrejos comparten una forma larvaria similar y distintiva. El cangrejo zoea tiene un abdomen delgado y curvado y un telson bífido, pero sus características más llamativas son las largas espinas rostrales y dorsales, a veces aumentadas por otras espinas laterales. Estas espinas pueden ser varias veces más largas que el cuerpo de la larva. Se han encontrado larvas de cangrejo prezoea fósiles en el contenido estomacal de los Cretácico temprano Osteichthyes. peces óseos Tharrhias'.

### Maxillopoda

#### Copepoda
Los copépodos tienen seis estadios naupliares, seguidos de un estadio llamado copépoda, que tiene el mismo número de segmentos corporales y apéndices en todos los copépodos. La larva copepódida tiene dos pares de apéndices natatorios no segmentados y un "cuerpo posterior" no segmentado que comprende el tórax y el abdomen. Normalmente hay cinco estadios copepódidos, pero los copépodos parásitos pueden detenerse después de un único estadio copepódido. Una vez que se desarrollan las gónadas, no hay más mudas.

##### Copepodos parásitos

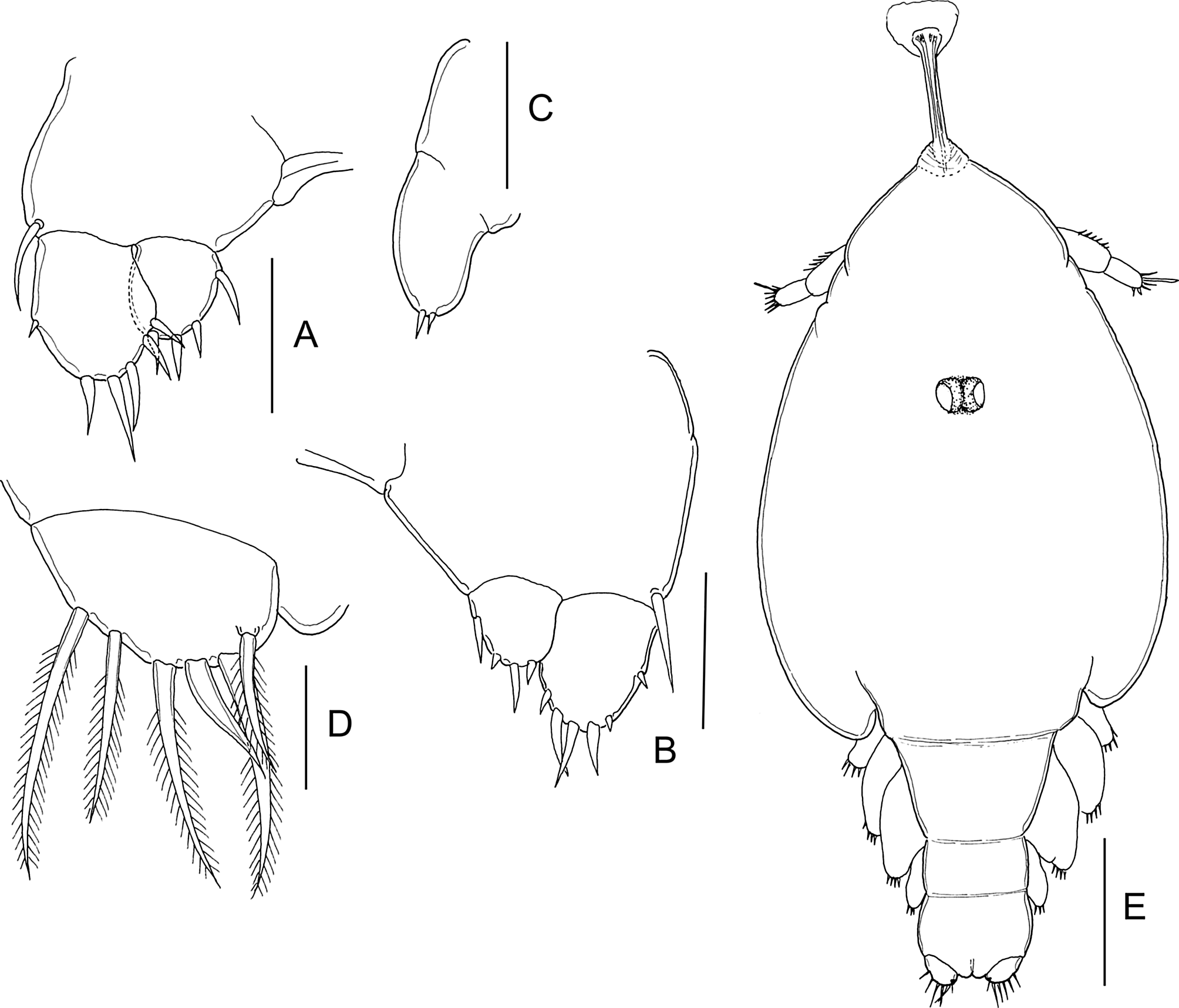
Primer chalimus de Lepeophtheirus elegans Gusev, 1951 (Copepoda, Caligidae):
A, leg 3;
B, leg 3 (otro especimen);
C, leg 4;
D, caudal ramus;
E, habitus of putative female, dorsal.
Escala: A–D = 0.025 mm; E = 0.2 mm.

Chalimus (plural chalimi) es una etapa de desarrollo de un copépodo parásito de peces, como el piojo del salmón (Lepeophtheirus salmonis).
Chalimus Burmeister, 1834 es también un sinónimo de Lepeophtheirus' Nordmann, 1832.
- Wikcionario  tiene definiciones y otra información sobre Chalimus.

#### Facetotecta
El único género de la Facetotecta, Hansenocaris, sólo se conoce por sus larvas. Fueron descritas por primera vez por Christian Andreas Victor Hensen en 1887, y denominadas "y-nauplia" por Hans Jacob Hansen, asumiendo que eran larvas de percebes. Se supone que los adultos son parásitos de otros animales.